# Doddebail, Khanapur
Doddebail là một làng thuộc tehsil Khanapur, huyện Belgaum, bang Karnataka, Ấn Độ.